# Арадушкин, Олег Афанасьевич
Олег Афанасьевич Арадушкин (род. 26 июля 1951 года, Подольск, Московская область, РСФСР, СССР) — советский и российский художник-график, член-корреспондент Российской академии художеств (2002).

## Биография
Родился 26 июля 1951 года в Подольске.
В 1970 году — окончил живописное отделение Московского художественного училища памяти 1905 года, у Ю. Г. Седова и А. М. Дубинчика.
В 1976 году — окончил художественный факультет Всесоюзного государственного института кинематографии; мастерская профессора Г. И. Епишина и профессора П. И. Пашкевича.
Участник выставок с 1973 года.
С 1977 года — член Союза художников СССР, России.
С 1996 по 2000 годы — преподавал рисунок, живопись и композицию (доцент) на художественном факультете ВГИКа.
В 2002 году — избран членом-корреспондентом Российской академии художеств от Отделения графики.
Произведения представлены в Подольском краеведческом музее и частных коллекциях в Германии, США, Австрии, Японии, Китае, Южной Корее, Австралии, Израиле.

## Творческая деятельность
Основные произведения: серия композиций по роману Ф. М. Достоевского «Преступление и наказание» и «Петербург Достоевского» (1974—1975), эскизы к кинофильму «Красное и чёрное» совместно с Александром Поповым под руководством П. И. Пашкевича (1975), серия композиций по мотивам произведения «Бегущая по волнам» А. Грина. Первый договор с Союзом художников России на картину «Березовские стеклодувы» (экспонировалась на выставке «Молодость России») (1976), серия рисунков «Лето в Переделкино» (1983), серия акварелей «Таймыр» (1984), серия темпер «Арктика» (1985), серия офортов «Прикамье» (1986), серия темпер «Берег» (1987), серия этюдов о Соловках (1995—2002, 2003—2006), серия пейзажей: «На Белом море» (2006), серия этюдов «Старая дача» (2007).
Принимал участие в создании ряда художественных фильмов на киностудии детских и юношеских фильмов имени А. М. Горького в качестве художника-постановщика и декоратора. В их числе «Красное и чёрное» (1975), «Всё дело в брате» (1976), «Красный чернозем» (1976), «Недопесок Наполеон III» (1977), «Похищение «Савойи» (1978), «Мишка на Севере» (1978), «Похищение века» (1980), «Возвращение резидента» (1981), «Комета» (1983).

## Награды
- Заслуженный художник Российской Федерации (1999)[1]
- Почётная грамота Министерства культуры Российской Федерации (2017) — за вклад в российский культуру и в связи с 260-летием Российской академии художеств